# Charles Wimar

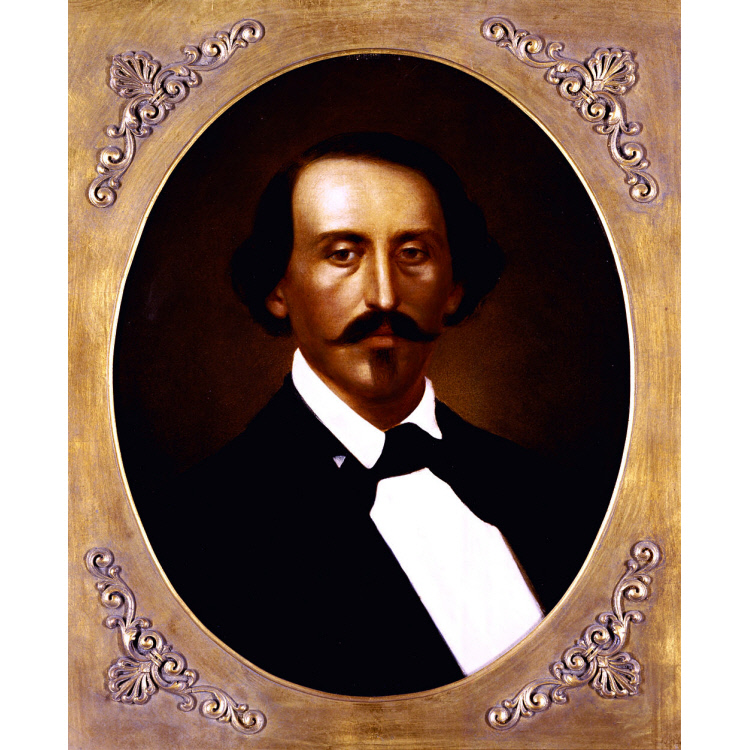
Charles Wimar, Selbstporträt, National Portrait Gallery (Washington)

Charles „Carl“ Wimar (* 20. Februar 1828 in Siegburg als Karl Ferdinand Weimer; † 28. November 1862 in St. Louis, Missouri) war ein deutsch-US-amerikanischer Maler der Düsseldorfer Schule.

## Leben

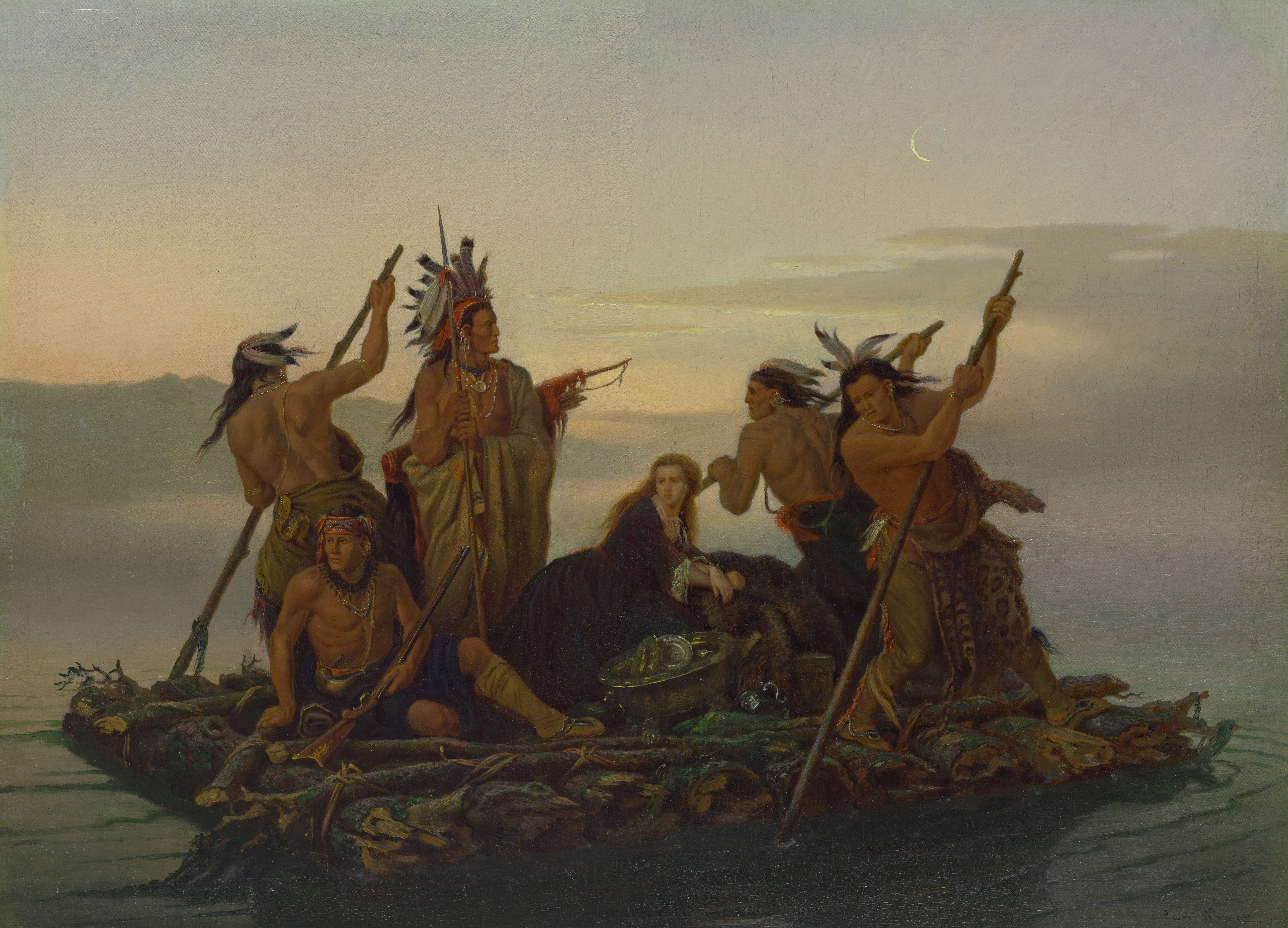
Die Entführung von Daniel Boones Tochter durch Indianer, 1855, Amon Carter Museum

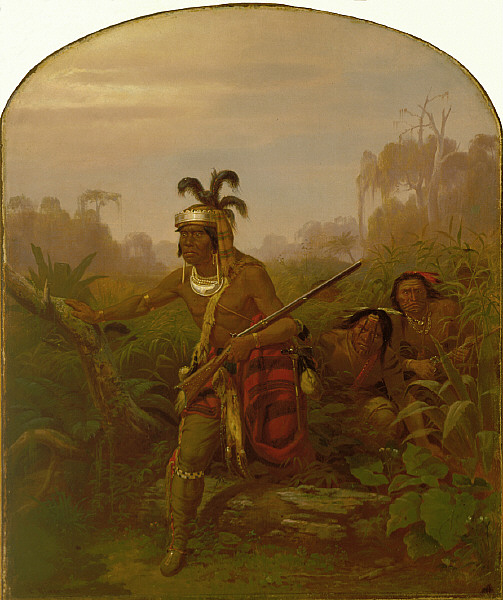
Chief Billy Bowlegs, 1861

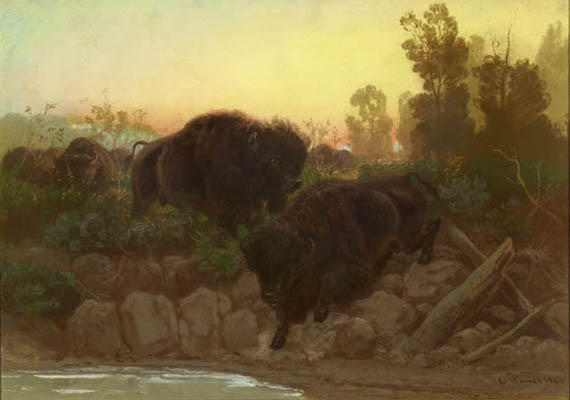
Buffaloes approaching water hole, 1860

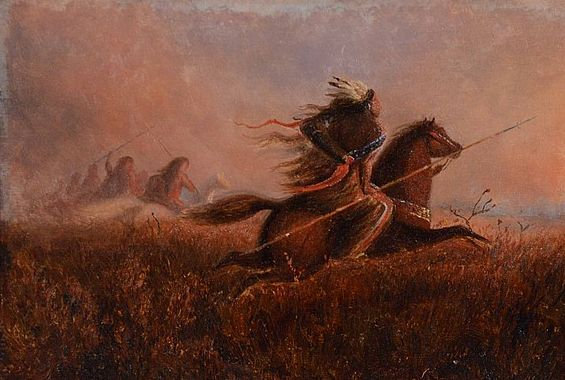
Indians on the Prairie, Charles Wimar, 1860

Charles Wimar emigrierte 1843 im Alter von 15 Jahren mit seiner Familie in die USA und ließ sich in St. Louis nieder, damals eine Grenzstadt und ein Zentrum des amerikanischen Pelzhandels. Nach einer Lehre bei einem Haus- und Schiffsanstreicher studierte er von 1846 bis 1850 unter Anleitung von Leon Pomarede Malerei. 1850 eröffnete er ein Atelier in St. Louis. Eine Erbschaft ermöglichte es ihm, 1852 nach Düsseldorf zu gehen, um Kunst zu studieren.  Privatunterricht erhielt Wimar von Joseph Fay und Emanuel Leutze, Letzterer wie er ein Deutschamerikaner. 23 Gemälde fertigte Wimar allein in Düsseldorf, besonders Darstellungen von Konflikten amerikanischer Siedler mit Indianern, die mit großem Erfolg in Elberfeld, Hannover, Köln und St. Louis ausgestellt wurden. Um die Indianer möglichst originalgetreu abbilden zu können, ließ er sich deren Kleidung und Utensilien von seinen Eltern aus Missouri schicken. 1853 schuf er die erste Fassung des Gemäldes Die Entführung von Daniel Boones Tochter durch Indianer, in dem er ein Ereignis aus dem Jahr 1776 verarbeitete. 1855 wiederholte er das Motiv. Im September 1854 bezog Wimar ein Atelier im Haus von Oswald Achenbach, in dem auch Worthington Whittredge, Henry Lewis, Joseph Fay und Emanuel Leutze arbeiteten. Als Mitglied des Künstlervereins Malkasten war Wimar in das gesellschaftliche Leben der Düsseldorfer Maler eingebunden. In einer dortigen Künstlerinszenierung des „Operagout“ Pannemann’s Traum spielte er die Nationalallegorie America. Nach einem Bericht von Henry Lewis führte er außerdem auf der Malkastenbühne in Indianerkleidung und im Besitz originaler Indianerartefakte amüsante Kriegstänze amerikanischer Ureinwohner auf.
1856 kehrte er wieder nach St. Louis zurück und unternahm in den Jahren 1858 und 1859 zwei Expeditionen entlang des Missouri River, des Mississippi River und des Yellowstone River, wo er die Besiedlung des amerikanischen Westens und dessen Ureinwohner in Bildern dokumentierte. Anfang der 1860er Jahre erhielt Wimar den Auftrag, Wandgemälde für die Rotunde des Gerichtsgebäudes von St. Louis zu schaffen. Kurz nach Beendigung dieser Arbeit starb er 1862 an der Tuberkulose.
Seine Werke gelten als wichtige Exponate des City Art Museums in St. Louis. Hohe Bedeutung hat sein Œuvre insbesondere wegen des ethnografischen Interesses an den Indianern. Wimar gilt als Vorläufer von Malern wie Frederic Remington und Charles Schreyvogel, die Leben und Landschaften des Wilden Westens ebenfalls in den Mittelpunkt ihrer Malerei stellten.